# Cura pastorale
Nella terminologia cristiana cura pastorale (o azione pastorale, o semplicemente pastorale) è un'estensione del concetto di "pastore", di cui definisce il compito. Come il pastore di pecore si prende cura del suo gregge, così coloro ai quali è stata affidata la responsabilità della conduzione della comunità cristiana si prendono cura di essa.

## Presupposti
La pratica della cura pastorale presuppone il dovere (inerente al cuore stesso della fede cristiana) di prendersi cura l'uno dell'altro in modo solidale, amorevole e fraterno.
Più volte nelle Sacre Scritture, infatti, vengono ripetute esortazioni del tipo: "Portate i pesi gli uni degli altri e adempirete così la legge di Cristo" (Galati 6,2). Il cristiano è una persona che Gesù educa, con il Suo insegnamento ed esempio, ad essere, senza riserve, sensibile e provvidente verso le necessità di vario tipo degli altri, che Gesù chiama "il nostro prossimo". "...poiché tutta la legge è adempiuta in quest'unica parola: Ama il tuo prossimo come te stesso" (Galati 5,14).
La stessa comunità cristiana è chiamata ad essere quel corpo di persone che esemplifica l'amore che ha visto all'opera nel suo Maestro, Gesù Cristo, il quale, Egli stesso "la nutre e la cura teneramente" (Efesini 5:29). La comunità cristiana è chiamata a praticare al suo interno (ma non solo) ciò che oggi sempre di più si definisce relazione d'aiuto. La relazione d'aiuto è quella in cui l'uno promuove la crescita umana e spirituale dell'altro
L'espressione "relazione di aiuto", comunemente intesa, indica un intervento di supporto allo sviluppo dell'io, alla comprensione delle proprie motivazioni e predilezioni ed assume un significato pedagogico. Indica l'impegno profuso da colui che reca aiuto per sviluppare nell'altro la consapevolezza di sé stesso ed emanciparlo dai condizionamenti che bloccano il suo sviluppo.
L'aiuto si orienta in direzione della crescita e dell'autonomia dell'altro. È la relazione che si stabilisce, per esempio, tra genitore e figlio, tra insegnante e studente, tra medico e paziente, tra terapeuta e cliente. Nell'ambito cristiano, in particolare, l'aiuto che reciprocamente ci si rende è inteso ad aiutare gli altri ad eliminare quegli ostacoli (interiori ed esteriori) che si frappongono al raggiungimento dello "stato di uomini fatti, all'altezza della statura perfetta di Cristo" (Efesini 4,13).
Se è vero che ogni cristiano deve prendersi cura, in questo senso, del proprio fratello e sorella in fede, questa relazione d'aiuto è, in particolare, il compito dei responsabili della comunità cristiana o comunque di quelle persone alle quali, al suo interno, Dio ha dato doni e competenze specifiche. Questo prende nome di counselling cristiano, oppure di cura pastorale che, con il counselling secolare condivide lo stesso desiderio di aiutare le persone a risolvere i loro problemi, trovare significato e gioia nella vita, come pure a diventare individui sani e bene adattati, sia mentalmente che spiritualmente.
I responsabili della comunità cristiana e coloro ai quali è affidato in modo particolare il compito del counselling, sono persone che si preparano appositamente presso delle scuole per ottenere una specifica qualifica. La parola “counselling”, così, può avere molti significati, inclusi quello dell'offrire consigli e incoraggiamenti, condividere sapienza e capacità, fissare obiettivi, risolvere conflitti ecc. I counsellor di solito esaminano il passato (per vedere a quando risalgono i problemi) nel tentativo di riparare il presente oppure esaminano la dinamica dei conflitti interiori e sociali di cui fanno esperienza. A volte possono esplorare possibili squilibri fisici e chimici che possono causare problemi psicologici.

## La cura pastorale nell'insegnamento biblico
Il concetto così definito di cura pastorale è fondato nella Bibbia, sia nell'Antico che nel Nuovo Testamento. Per i cristiani, è, infatti, la Bibbia la fonte primaria che normativamente lo definisce e sicuramente si avvale delle riflessioni e dell'esperienza che, nel campo, sono maturate nell'ambito delle chiese cristiane.

### Nell'Antico Testamento
Nel Salmo 23, Davide, unto dal Signore come re d'Israele, si rivolge a Dio definendolo "il buon pastore". Il canto menziona anche il vincastro e il bastone con un'unica parola ebraica, che indica nello stesso tempo sia l'amorevole cura che la virile autorità paterna del Creatore nei confronti del Suo gregge di figli.
Tale strumento ha il potere di illuminare il cammino della vita terrena e di allontanare il male, donando sicurezza a chi lo possiede (Salmi 23,4). Il suo valore salvifico è richiamato anche dal bastone di Mosè e dalla verga di Aronne, capaci di far scaturire l'acqua dalla roccia nel deserto, di dividere le acque del Mar Rosso per portare il popolo d'Israele nella Terra Promessa, di trasformarsi in un serpente che afferma la superiorità di Dio rispetto agli dei pagani adorati dai ministri alla corte del faraone d'Egitto.
Il vincastro è all'origine del pastorale liturgico dei vescovi, intesi come massima autorità della cura pastorale del gregge di Dio.

### Nel Nuovo Testamento
In 1 Pietro 5,2 "pascete il gregge di Dio che è tra di voi, sorvegliandolo", si trovano due verbi che definiscono l'opera pastorale: ποιμαίνω e ἐπισκοπέω. "Pascere" significa essenzialmente "sovraintendere", "svolgere un'opera di supervisione", "vigilare". È il compito attribuito a coloro che, a seconda della traduzione, sono stati costituiti, per la chiesa cristiana, vescovi, anziani, presbiteri, o pastori.
Nel vangelo secondo Giovanni, al capitolo 10, Gesù stesso stabilisce il modello della cura pastorale quando Egli definisce sé stesso come "il buon pastore" (10,10). Questo testo stabilisce prima di tutto il principio che le "pecore" (il popolo di Dio, la chiesa) appartengono a Lui, "in esclusiva" perché Dio gliele ha affidate "Il Padre mio che me le ha date (...) e nessuno può rapirle dalla mano del Padre" (10,29). Non ci possono essere sul popolo di Dio altri pastori. In secondo luogo, Gesù mette in evidenza diversi tratti della cura pastorale "ottimale", la Sua, primo dei quali la completa dedizione che il buon pastore ha per la vita ed il benessere delle sue pecore: "Io sono il buon pastore; il buon pastore dà la sua vita per le pecore. Il mercenario, che non è pastore, a cui non appartengono le pecore, vede venire il lupo, abbandona le pecore e si dà alla fuga, e il lupo le rapisce e disperde. Il mercenario si dà alla fuga perché è mercenario e non si cura delle pecore" (10,11-13). Per le sue pecore Egli è ben conosciuto e degno di fiducia: "le pecore ascoltano la sua voce, ed egli chiama le proprie pecore per nome e le conduce fuori (...) un estraneo non lo seguiranno; anzi, fuggiranno via da lui perché non conoscono la voce degli estranei (...) Io sono il buon pastore, e conosco le mie, e le mie conoscono me, come il Padre mi conosce e io conosco il Padre, e do la mia vita per le pecore" (10,3.4.15). Egli le conduce là dove possono trovare cibo e riparo, come pure le protegge dai pericoli: "Il ladro non viene se non per rubare, ammazzare e distruggere; io son venuto perché abbiano la vita e l'abbiano in abbondanza" (10,10).
L'apostolo Pietro ribadisce questi concetti quando scrive a coloro che, come lui, sono stati costituiti per "sovrintendere" al gregge di Cristo: "Esorto dunque gli anziani che sono tra di voi, io che sono anziano con loro e testimone delle sofferenze di Cristo e che sarò pure partecipe della gloria che deve essere manifestata: pascete il gregge di Dio che è tra di voi, sorvegliandolo, non per obbligo, ma volenterosamente secondo Dio; non per vile guadagno, ma di buon animo; non come dominatori di quelli che vi sono affidati, ma come esempi del gregge. E quando apparirà il supremo pastore, riceverete la corona della gloria che non appassisce" (1 Pietro 5,1-4). Gesù qui è chiamato "il supremo pastore". Qui mette in evidenza come la cura pastorale debba essere svolta con buona volontà e non solo in vista del guadagno, essendo essi stessi esempi per il gregge.
L'apostolo Paolo ritorna su questi punti nel libro degli Atti degli Apostoli. "...perché non mi sono tirato indietro dall'annunziarvi tutto il consiglio di Dio. Badate a voi stessi e a tutto il gregge, in mezzo al quale lo Spirito Santo vi ha costituiti vescovi, per pascere la chiesa di Dio, che egli ha acquistata con il proprio sangue. Io so che dopo la mia partenza si introdurranno fra di voi lupi rapaci, i quali non risparmieranno il gregge; e anche tra voi stessi sorgeranno uomini che insegneranno cose perverse per trascinarsi dietro i discepoli. Perciò vegliate, ricordandovi che per tre anni, notte e giorno, non ho cessato di ammonire ciascuno con lacrime. E ora, vi affido a Dio e alla Parola della sua grazia, la quale può edificarvi e darvi l'eredità di tutti i santificati. Non ho desiderato né l'argento, né l'oro, né i vestiti di nessuno" (Atti 20,27-35). In questo testo Paolo mette in evidenza la fedeltà del pastore al proprio mandato (fedeltà alle istruzioni ricevute da Dio) e il carattere disinteressato di quest'opera.

## La cura pastorale nella storia della Chiesa
La cura pastorale, essendo uno dei compiti fondamentali della chiesa cristiana accanto a quello della predicazione, ha una ricca storia di scrittori che, nel corso dei secoli, trattano ed elaborano questo tema ponendone le basi teoriche e pratiche.
- Nell'ambito della Patristica, importanti sono il pensiero di Tertulliano (150-220) nell'opera De anima. Cipriano (m. 258) tratta l'argomento in molte delle sue lettere pastorali. Crisostomo (344-407) si adopera nell'intento di moralizzare il "clero di Costantinopoli colpito dalle critiche per il lusso e lo stile di vita che conduceva. Ambrogio (339-397) scrive De Officiis Ministrorum, sui doveri dei presbiteri e sul vivere cristianamente. Nella vasta produzione letteraria di Agostino (354-430) molti testi parlano dei doveri dei pastori in diverse situazioni.
- L'opera più nota ed antica è quella di Gregorio Magno (540-604) che scrive "Le regole per i pastori" (Liber Regulae Pastoralis or Regula Pastoralis) sulle responsabilità di vescovi e presbiteri, opera che continuerà ad essere per secoli un autentico libro di testo sull'argomento. Fra i numerosi scritti di Ugo di San Vittore, filosofo mistico sassone (1078-1171), pure si trovano testi sulla preparazione per la confessione, unzione dei malati e la cura dei morenti. Bonaventura (1217-1274) in rapporto ad aspetti della cura pastorale scrive: Collationes de septem donis Spiritus Sanctis (Raccolte sui sette doni dello Spirito Santo) e Quaestiones per perfectione evangelica (Questioni sopra la perfezione evangelica). Si trovano poi sezioni della Somma teologica di Tommaso d'Aquino, (1224-1274), su temi come felicità, paura, ira, amore, desiderio.
- Al tempo della Riforma protestante da segnalare sono: i Discorsi a tavola e le lettere di Martin Lutero (1483-1546); gli Scritti pastorali di Ulrico Zwingli (1484-1531); le numerose lettere pastorali di Giovanni Calvino (1509-1564). Particolarmente rilevante è Martin Bucer (1491-1551) per i suoi scritti sulla vita comunitaria e sulla visita agli infermi e sui poveri. Significative sono le lettere dal carcere di Tommaso Moro (1478-1535).
- George Herbert (1593-1633) scrive "Un sacerdote al Tempio" (o "il parroco di campagna") in cui dà ampi consigli su come svolgere il ministero pastorale. Jeremy Taylor (1613-1667) scrive nel 1660 "The Rule and Exercises of Holy Living". Lo scozzese Gilbert Burnet (1643–1715) scrive un discorso molto citato sulla cura pastorale. Il puritano inglese Richard Baxter (1615-1691) produce un saggio sulla cura pastorale ancora oggi molto letto: "L'opera del pastore" ("The Reformed Pastor"). Baxter è autore, fra l'altro, pure di un ponderoso "Christian Directory or a Summ of Practical Theology and Cases of Conscience", egli basava la sua opera anche su una ricca esperienza pastorale nella sua parrocchia di Kidderminster.
- Il predicatore non-conformista inglese Philip Doddridge (1702-1751) scrive "The Rise and Progress of Religion in the Soul" (1745). Di grande rilevanza sono il complesso delle opere di Nicolaus Ludwig Zinzendorf (1700-1760) uno dei massimi esponenti del Pietismo, il grande predicatore e teologo Jonathan Edwards (1703-1758), John Wesley (1703-1791), fondatore del Metodismo, William Paley (1743–1805) ricordato soprattutto nel campo dell'apologetica, si occupa pure del nostro tema. Il teologo americano Horace Bushnell (1802-1876) scrive: "Views of Christian Nurture, and of Subjects Adjacent Thereto" (1847); Washington Gladden (1836-1918) fra i primi promotori del vangelo sociale scrive "Applied Christianity" (1887) e The Christian Pastor (1898). Alexandre Rodolphe Vinet (1797-1847) teologo riformato svizzero scrive "Théologie pastorale ou theorie du ministère evangelique" (1854).
- Fra gli autori prevalentemente dell'800 si possono segnalare le opere specifiche di: Friedrich Schleiermacher, Johann Michael Sailer (1751 – 1832), Claus Harms (1788-1855), che scrive "Pastoraltheologie" (1830); Johann Konrad Wilhelm Löhe (1808-1872), fondatore del movimento evangelico delle diaconesse; Theodosius Harnack (1817-1889), prolifico scrittore di teologia pastorale, Johann T. Beck che scrive "Outlines of Biblical Psychology" nel 1843, e Karl Immanuel Nitzsch, John Henry Newman, Frederick Maurice (1805-1872) che scrive "The Church a Family" (1850).

## La cura pastorale nella tradizione cattolica
La cura pastorale o cura dei fedeli (in anima e corpo), propria dell'ufficio di parroco, si manifesta, principalmente, nella predicazione della Parola di Dio, nell'amministrazione dei sacramenti e nella guida pastorale della comunità.
Il can. 519 del Codice di diritto canonico situa il ministero del parroco nel contesto della vita ecclesiale affidandogli il compito locale della cura pastorale:
Il parroco è il pastore proprio della parrocchia affidatagli, esercitando la cura pastorale di quella comunità sotto l'autorità del Vescovo diocesano, con il quale è chiamato a partecipare al ministero di Cristo, per compiere al servizio della comunità le funzioni di insegnare, santificare e governare, anche con la collaborazione di altri presbiteri o diaconi e con l'apporto dei fedeli laici, a norma del diritto.
L'antropologia cristiana muove dall'assunto che la persona sia un'unità indissolubile di anima e corpo. La pastorale, quale cura dei fedeli, mira allo sviluppo della persona umana nel suo complesso di anima e corpo, nella relazione con Dio e con il prossimo. Dio, Amore e Trinità, offrì sé stesso perché ognuno avesse la vita eterna, e ad ognuno concede la grazia perché nella vita terrena possa realizzarsi nell'amore, nell'essere-per-gli-altri. La pastorale è "attenta al corpo", ad una sessualità correttamente integrata all'interno di un matrimonio indissolubile, come "possibilità di ricevere e comunicare vita all'interno di una comunione d'amore"", così come ai bisogni materiali del prossimo, non prescindendo dalla dimensione caritatevole del vivere cristiano.
La dimensione personale ed affettiva sono le due qualità basilari dell'esistenza umana, che dovrebbero coesistere armonicamente: la persona, la socievolezza, la fecondità, la responsabilità, l'educazione, la comunione. Oltre a una più nota "pastorale giovanile", spesso rivolta alla gestione del tempo libero (p. 31), esiste una "pastorale famigliare", tesa a sviluppare la persona nella vita relazionale con Dio e con il prossimo. Secondo la filosofia classica è vero che fides quaerens intellectum (lett. "la fede cerca l'intelletto") e non viceversa, vale a dire che l'essere umano prima deve vivere e sperimentare della testimonianza dei fedeli cristiani, e col senno di poi razionalizza, cercando di capire le cause e di rivivere (far vivere agli altri) ciò che gratuitamente gli è stata donato di conoscere o di provare.
La relazione è sincera, diretta, personale, e costituita dalla necessità di dare testimonianza nell'ambito delle famiglie, nei confronti delle quali il giovane proietta la sua fiducia e fedeltà.

La vita famigliare cristiana consiste in alcune pratiche della fede:
- nell'ambito di riunioni famigliari: la preghiera del mattino e della sera, l'esame di coscienza periodico, la meditazione (studio biblico, letture delle vite dei santi),
- nell'ambito della comunità ecclesiale: il catechismo degli adulti, le visite ai santuari, la "partecipazione ad associazioni o manifestazioni di religiosità popolare", la "Messa delle famiglie" (diffusa nella diocesi di Ratisbona) alla quale partecipano genitori, nonni, e figli per iniziarli alla vita cristiana tramite la diretta testimonianza di fede da parte delle rispettive famiglie.

La pastorale famigliare incentiva tali iniziative nell'ottica di oltrepassare lo "stile moderno" della "famiglia individualista", recuperando la natura della famiglia quale "Chiesa domestica"(LG 11, FC 21).

## La cura pastorale nella tradizione riformata
Nella tradizione cristiana riformata la cura pastorale è una delle espressioni strutturate dei mezzi della grazia e un ministero della chiesa per portare guida e conforto alle persone bisognose di rinnovamento.
Esercitata sia dal ministro consacrato, dai responsabili della comunità cristiana locale, come pure dal laicato, questa cura include i compiti tradizionali di:
- visita nelle case private (visitazione);
- conforto degli afflitti;
- aiuto per i malati ed i bisognosi;
- confessione e perdono;
- "cura d'anime" attraverso la disciplina ecclesiastica.

Il contenuto della cura pastorale non è limitato alla teologia o alla ecclesiologia. Oggi si è infatti sempre più della persuasione che, dato che Dio è attivo e presente in tutto il mondo, sia consentito di avvalerci, nella sua pratica, delle conoscenze che provengono da scienze umane come la psicologia, la psicanalisi, la sociologia e l'antropologia. Informata da queste prospettive multiple su Dio e sulla natura umana, la cura pastorale cerca di utilizzare i mezzi più efficaci per portare avanti i suoi compiti per il benessere di chi si trova nel bisogno e della Chiesa. Alcuni ritengono, però, che sia necessario usare molta cautela, da parte dei cristiani, nel fare uso dei risultati e delle tecniche terapeutiche di queste scienze moderne, perché i loro presupposti spesso non sono congrui con quelli della fede cristiana.
La consapevolezza che la fede riformata ha della finitudine umana e del peccato, riconosce come, nel mezzo delle difficoltà della vita, siano necessarie speciali iniziative. Quando ci si trova di fronte alla morte ed al lutto, per esempio, i famigliari possono diventare così angosciati e persino infuriati contro Dio tanto da abbandonare la vita e la cura della comunità cristiana locale. Il ministero pastorale prende l'iniziativa di confortare, non solo di offrire di esprimere partecipazione, ma anche di conservare attiva la famiglia dello scomparso nella vita della comunità cristiana, operando attivamente per affermare la grazia di Dio per loro in tempi di sofferenza. La cura pastorale, quindi, portata avanti dal pastore e dalla comunità cristiana, consiste di quegli atti designati ad aiutare le persone ad interpretare avvenimenti significativi della loro vita e ad invitarle ad essere coinvolte nella vita e nella crescita della comunità di fede.
La cura pastorale nelle Chiese riformate ha comportato storicamente pure una dimensione disciplinare. Coloro che si sono allontanati, per qualche motivo, dalla comunità cristiana, sono così contattati ed esortati a ritornare nell'ambito della comunità di fede, alla quale Iddio ha fornito i mezzi affinché ogni credente sia nutrito e possa crescere nella fede.
La cura pastorale nella tradizione riformata è un ministero che si prefigge di nutrire e sostenere spiritualmente il credente. Le sue forme ed espressioni variano di tempo in tempo. Qualunque ne sia la forma, l'integrità della cura pastorale gira attorno al suo proposito di conservare viva la consapevolezza della presenza ed attività di Dio nel mondo ed interpretare questa presenza nella vita delle persone. Questo, a sua volta, le rafforza per continuare nel pellegrinaggio a cui Dio le ha chiamate nel mondo.

## La pastorale del turismo
La cura pastorale è comunemente riferita alle persone che vivono in modo stanziale all'interno del territorio di una determinata diocesi o parrocchia. Tuttavia, una tradizione altrettanto antico pone nei compiti del clero anche la cura pastorale dei pellegrini cristiani di passaggio, devoti o penitenti, il cui itinerario era motivato in primo luogo da una ricerca e da un fine di tipo spirituale.
Nel 1964, papa Paolo VI richiamò "l'ascetismo del turismo" più volte caldeggiato dal predecessore Pio XII, affermando che la Chiesa non avrebbe potuto «disinteressarsi di un fenomeno di tale ampiezza e di tanta complessità», ma che avrebbe dovuto essere presente «nel campo del turismo nomade con un’appropriata cura pastorale», di fatto coniando per la prima volta l'espressione di "pastorale del turismo".
Tale documento è considerato come una delle fonti primarie del Magistero che legittimano l'esistenza e l'opera dell'omonimo organismo nato in seno alla conferenza Episcopale di Francia, al fine di valorizzare e promuovere il patrimonio culturale religioso della Chiesa.
Il primo documento del Magistero dedicato specificamente al turismo risale tuttavia al Direttorio Generale per la Pastorale del Turismo, promulgato dalla Congregazione per il Clero il 30 aprile 1969. Nel 2001, esso è stato richiamato nell'incipit degli Orientamenti per la pastorale del turismo del Pontificio consiglio della pastorale per i migranti e gli itineranti, che rappresenta il secondo testo fondamentale sull'argomento. 
Altri riferimenti successivi sono i messaggi indirizzati al Congresso Mondiale sulla Pastorale del Turismo da Giovanni Paolo II e da Benedetto XVI, rispettivamente nel 1979 e nel 2012, a Cancún.